# Pieve di Sant'Andrea a Montedivalli
La pieve di Sant'Andrea è un edificio sacro cattolico situato nella frazione di Montedivalli, nel comune di Podenzana, in provincia di Massa-Carrara. 

## Storia
Ubicata sulla cima di una collina affacciata sulla val di Vara, già in epoca medievale, dominava su di un bivio tra due assi stradali di notevole importanza: la via Aurelia e la "strada dei feudi malaspiniani", la quale metteva in comunicazione la val di Magra con quella del Vara.
La prima attestazione storica che dimostra l'esistenza della chiesa di Sant'Andrea è il diploma del 19 maggio 963 nel quale l'imperatore Ottone I riconosce ad Adalberto, vescovo di Luni, alcuni antichi possedimenti della chiesa fra cui il “castrum sancti Andree”.
Oggi non è presente alcuna traccia visibile del castrum; poiché dal 1185 non apparve più su documenti ufficiali si presume che la sua funzione militare già nel XII secolo decadde.
La pieve di Sant'Andrea viene citata come pieve e non più come castrum nel privilegio papale di Eugenio III dell'11 novembre 1148. In tale contesto si parla di chiesa matrice di ben quattro cappelle:
- San Martino di Durasca, in località Pian di Follo, documentata in un diploma del 950 come capolinea di una strada che attraversava il golfo di La Spezia e saliva fino alla bassa val di Vara;
- San Lorenzo di Tivegna, la quale fu menzionata per la prima volta nel 1229;

- San Remigio di Castiglione, sita lungo la sponda sinistra del Vara in prossimità della via Aurelia;

- Santi Niccolò e Margherita di Madrignano, compresa nel circuito del "castrum malaspiniano".

Da alcuni studi effettuati, analizzando la piccola statua murata nella facciata sinistra, si riconduce l'iconografia a Venanzio, vescovo di Luni, nominato da papa Gregorio Magno. Venanzio ebbe il compito di evangelizzare le zone della Lunigiana e frenare l'avanzata longobarda.
L'autorizzazione concessa alla comunità di Montedivalli nel 1700 di battezzare nella chiesa di San Rocco, posta in un luogo più vicino al centro abitato, fece sì che il fonte battesimale fosse traslato dalla sua ubicazione originaria in Sant'Andrea. Inoltre questa concessione comportò una progressiva perdita di importanza della chiesa matrice da cui le cappelle, menzionate da Eugenio III, ottennero la totale indipendenza.
Dopo dieci anni di chiusura, a causa di vari restauri, l'11 dicembre del 2011 la pieve millenaria di Sant'Andrea di Montedivalli ha riaperto ai fedeli. Alla celebrazione per la riapertura al culto hanno partecipato autorità civili ed ecclesiastiche, tra cui anche il sindaco di Podenzana Riccardo Varese.

## Struttura

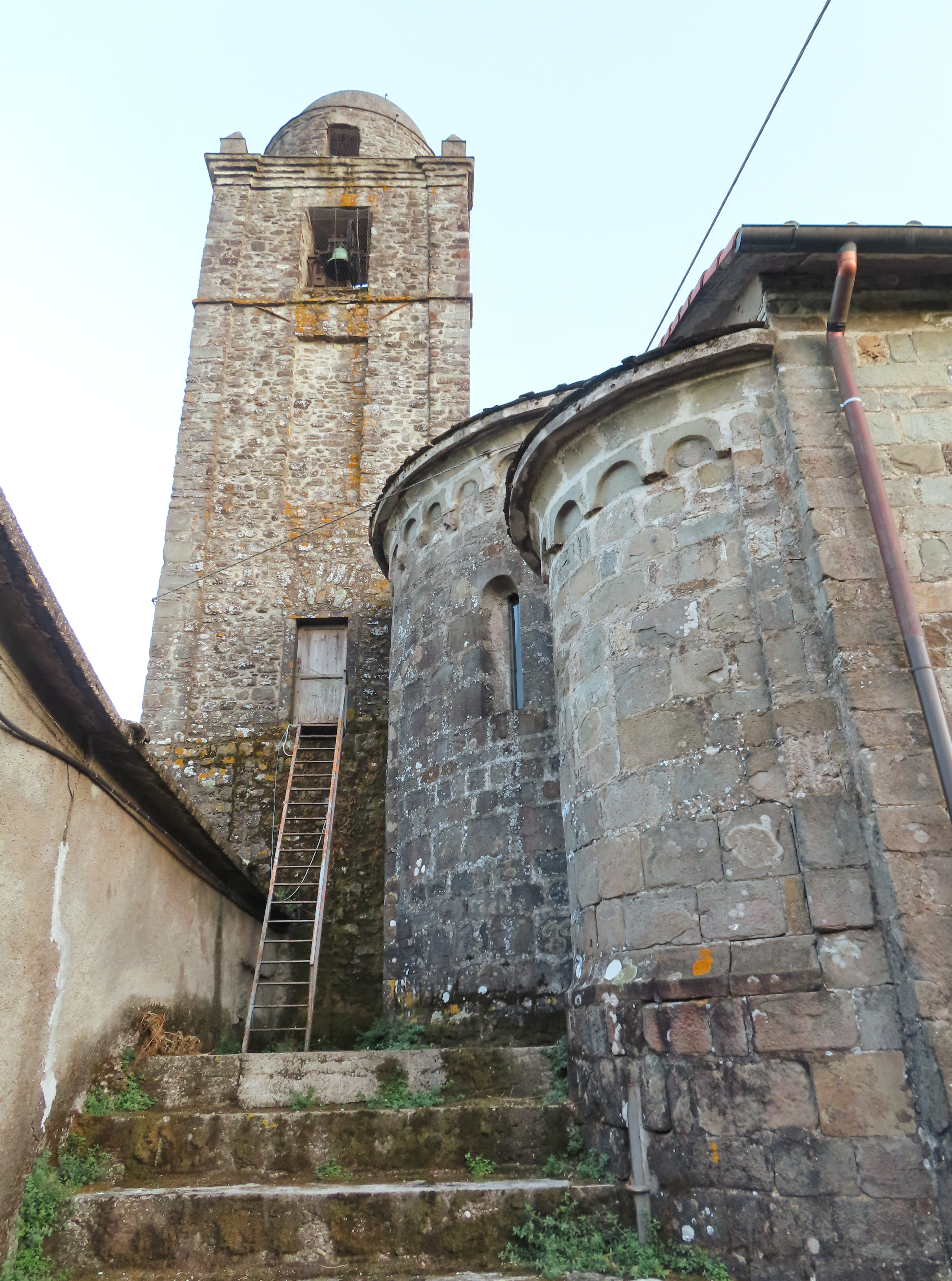
Absidi e campanile

La pieve di Sant'Andrea è costituita da tre navate concluse da tre absidi. La piccola abside della navata destra non è percepibile all'esterno poiché inglobata nella costruzione del campanile, avvenuta in età barocca.
Coro ed altare sono impostati ad un'altezza maggiore rispetto alle navate.
L'edificio ha una pianta irregolare e ciò è probabilmente determinato dalla necessità di reimpiegare strutture più antiche.
Le sei colonne di diversa altezza e con capitelli differenti sono elementi di reimpiego e ciò è ravvisabile osservando le loro basi, che hanno altezze diverse così da regolarizzare la quota d'imposta dei capitelli e delle arcate a tutto sesto che dividono la nave maggiore dalle due laterali.
La copertura è a capanna e mostra rimaneggiamenti piuttosto recenti.
In origine si aveva lo stesso tipo di copertura, ma le attuali tegole in laterizio hanno sostituito un antico manto di lastre in pietra, usate anche per la realizzazione del pavimento ricostruito in età moderna.
La pieve all'esterno è totalmente rivestita da un parametro lapideo a grandi conci squadrati la cui analisi permette di recepire le varie fasi di restauro cui fu soggetta.
La parte del parametro lapideo a conci molto grandi, alla destra dell'ingresso in facciata, risulta essere il frammento più antico poiché testimonia particolarità costruttive diverse rispetto al altre porzioni delle mura dove sono stati creati piani di raccordo inclinati per coprire l'arretramento del piano della facciata.

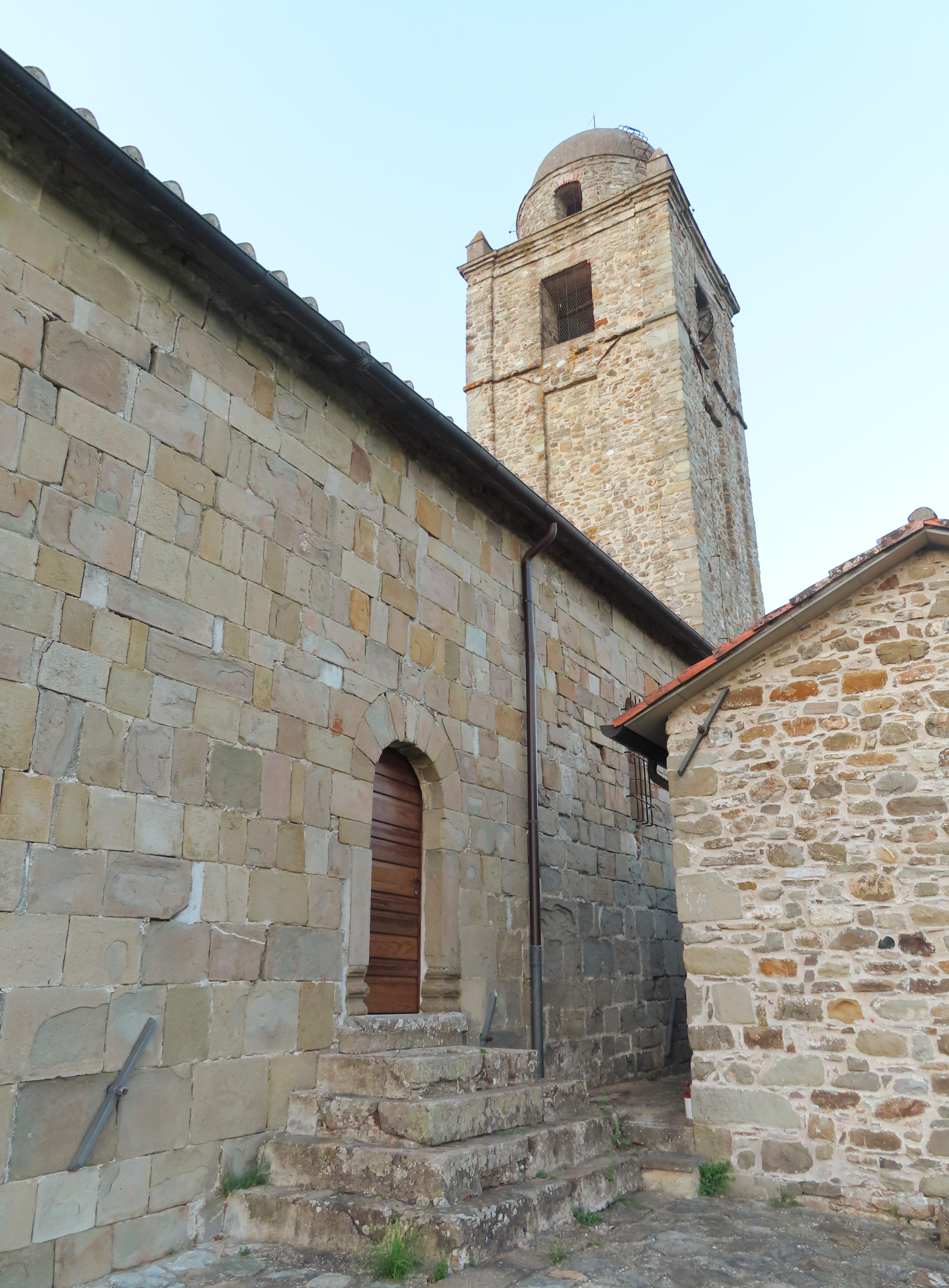
Campanile e lato sud

La pieve di Sant'Andrea ha avuto nel tempo problemi di natura strutturale e per questo fu soggetta a numerosi rifacimenti come testimoniano la data 1643 posta sull'architrave del portale in facciata e la data 1930 sulla parete nord.
Sia sul fianco destro che su quello sinistro il paramento lapideo esterno è interrotto da una monofora in prossimità del coro.
Il fianco destro sembra aver subito un minor numero di rimaneggiamenti rispetto ad altre parti della chiesa.
In conclusione della struttura è posto un emiciclo absidale decorati con archetti pensili dai peducci scolpiti.
Questo elemento decorativo risulta essere piuttosto raro nel levante ligure dove gli influssi degli stilemi architettonici del romanico antelamico-genovese si fanno sentire alla fine del XII sec..
Troviamo il sistema ad archetti pensili anche nella chiesa di San Venerio di Migliarina e nell'oratorio di San Bartolomeo a Ponzò del XII secolo.

## Scultura
Le sei colonne poste a sostegno delle due arcate, che separano le tre navate di Sant'Andrea, ospitano capitelli diversi fra loro sia da un punto di vista iconografico sia per quanto riguarda la datazione.
In origine si trovava anche un ambone nella zona presbiteriale in prossimità della navata destra il quale è stato poi sostituito da un'altra costruzione in età moderna, attualmente scomparsa, che utilizzava come sostegni le colonnette dell'ambone originale.
Esse ospitavano capitelli corinzi stilizzati con foglie piegate assimilabili ad elementi dell'VIII secolo.
La datazione del piccolo bassorilievo, sulla facciata della chiesa, risulta problematica.
Gli storici d'arte hanno opinioni contrastanti riguardo all'iconografia da attribuire alla figura maschile con tunica talare e pastorale a forma di "tau" nella mano sinistra.
Per affinità di tale rappresentazione con quella di alcune monete lunensi recanti l'immagine di San Venanzio, si attribuì a quest'ultimo l'iconografia della statua.
L'abside centrale presenta un eccellente apparato scultoreo in cui si incontrano stilemi artistici antelamici e pisani ravvisabili sia nei peducci degli archetti pensili che in prossimità dell'intradosso degli archetti stessi.
Tali figure sono da attribuire, osservando anche la struttura delle absidi, alla seconda metà del XII secolo.

## Curiosità
Secondo la leggenda, la chiesa fu costruita dagli angeli in una notte. 
Le statue, attualmente conservate presso la Cassa di risparmio di Carrara, sono state custodite gelosamente dagli abitanti di Montedivalli per molti anni.
Esse venivano occultate nelle cantine e tirate fuori solo in occasione di particolari festività liturgiche come la festa del patrono.

### Libri
- Augusto C. Ambrosi, Massimo Bertozzi, Giovanni Manfredi, Massa Carrara: pieve territori della Provincia, Pisa, Pacini, 1989.
- Fulvio Cervini, Liguria romanica, Milano, Jaca Book, 2002.

### Pubblicazioni
- Stefano Calabretta, Graziano Tonelli (a cura di), La Pieve di Sant'Andrea di Castello, storia e restauro, in In: Pievi, edifici religiosi e civili : la storia della Bassa Val di Vara nei documenti d'archivio : atti del Convegno di studio : Follo, Sarzana, Grafiche Lunensi, 26 ottobre 2002.
- Stefano Calabretta, La Pieve di Sant'Andrea di Castello, in In: Studi lunigianesi / Associazione Manfredo Giuliani per le ricerche storiche ed etnografiche della Lunigiana, a. 32/33 vol. 32/33, Sarzana, Grafiche Lunensi, 2002-2003,  pp. 183-207.
- Stefano Calabretta, Gian Luigi Maffei(a cura di), Sant'Andrea di Castello a Montedivalli, in In: Pievi della Lunigiana Storica, Carrara, Fondazione Cassa di Risparmio di Carrara,, 2006,  pp. 124-135.
- Ubaldo Formentini, Il "castrum Sancti Andree" e la Pieve di Sant'Andrea in Castello', in In: La Spezia, Rassegna Municipale, n. 3, 1949,  pp. 3-10.